# Köllertal
Das Köllertal ist eine Landschaft im Saarland. Es liegt nordwestlich der Landeshauptstadt Saarbrücken und des Saarkohlenwaldes (Köllertaler Wald).

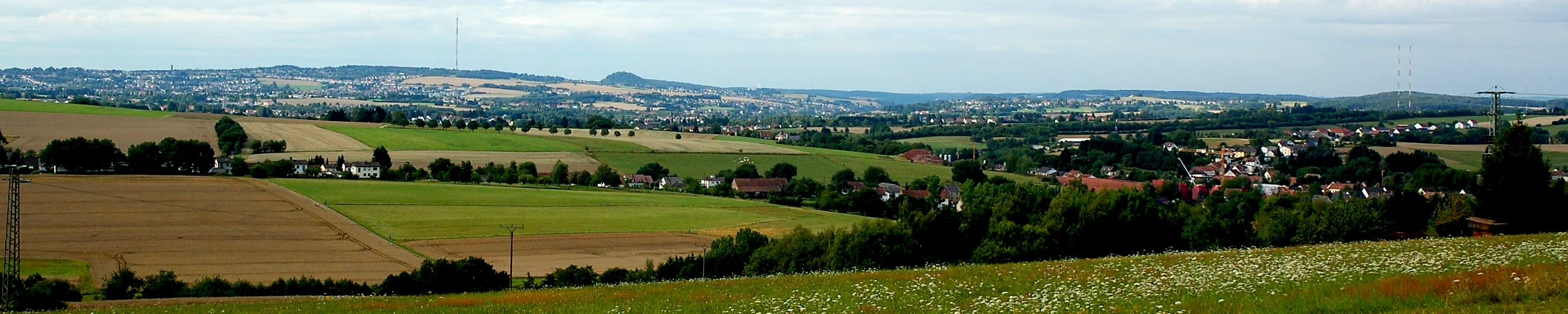
Blick von der Grosswald-Höhe nach Süden ins Köllertal – im Hintergrund links: Riegelsberg, dann der Sendemast auf dem Schoksberg, die Püttlinger Bergehalde, rechts: der Sender Heusweiler, davor in der rechten Bildhälfte die Baustelle am Eisenbahn-Viadukt in Eiweiler

## Geographische Lage

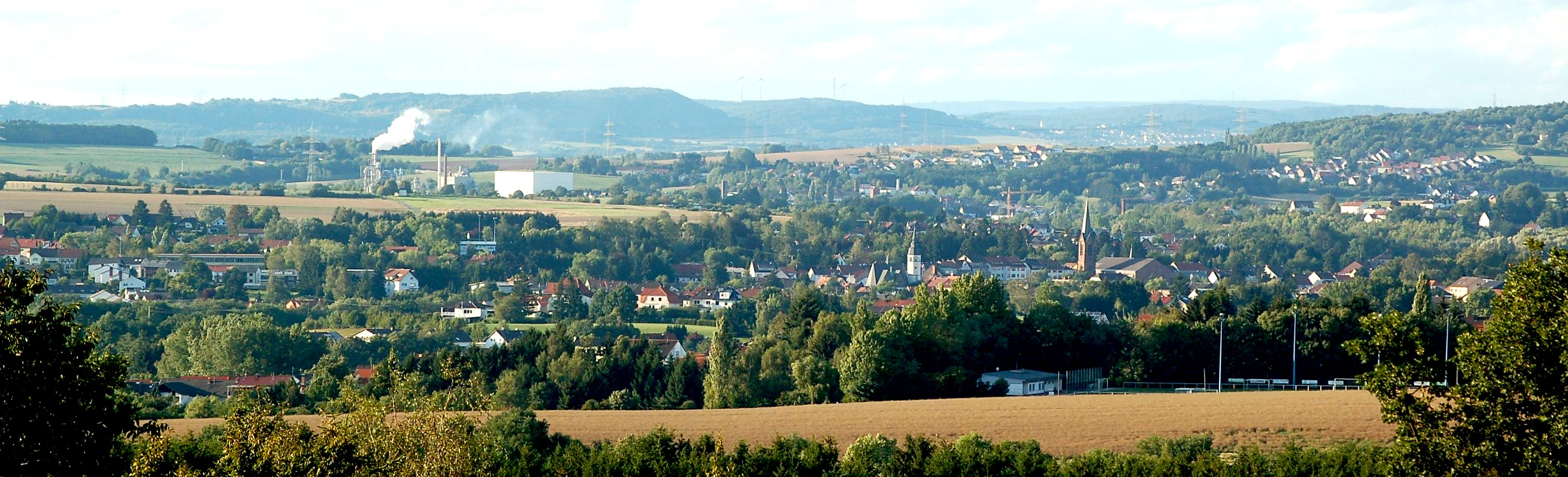
Blick nach Norden ins obere Köllertal mit Heusweiler

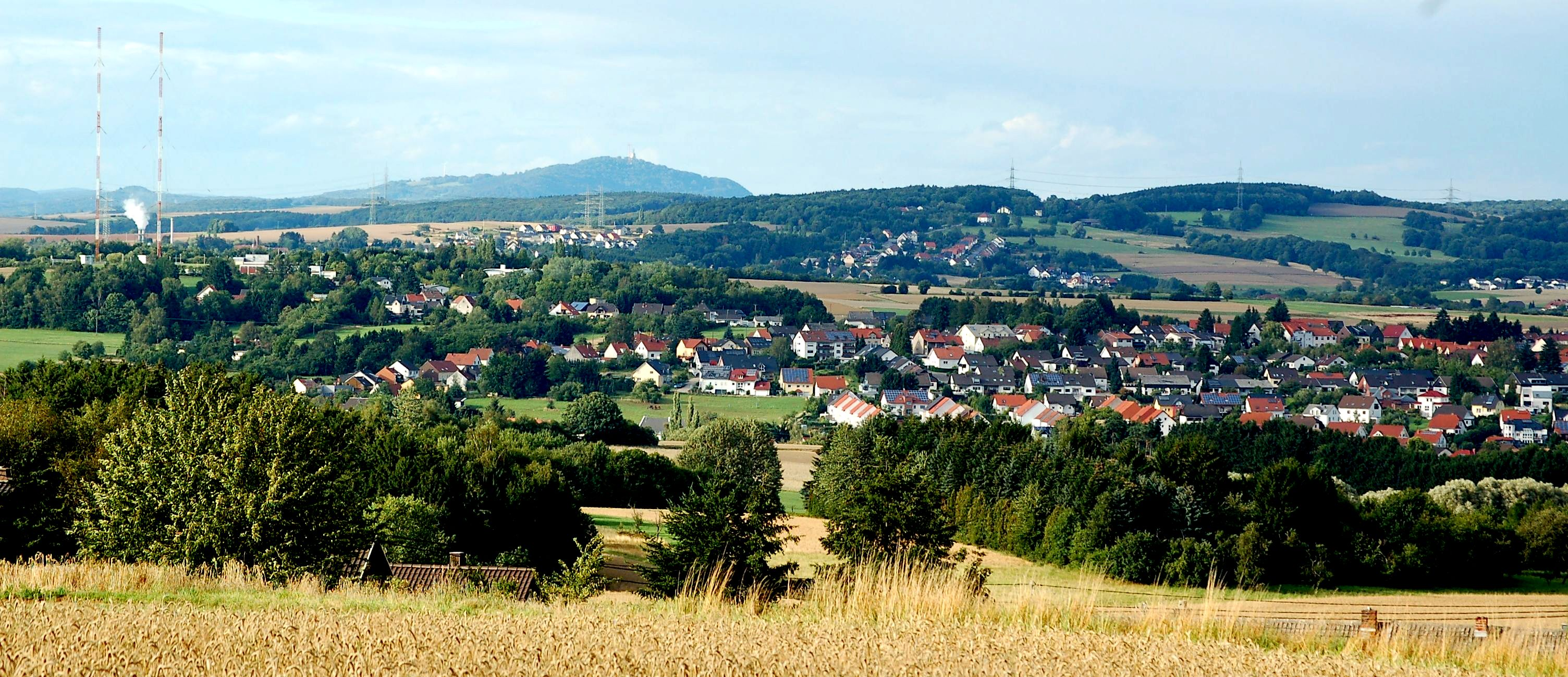
Blick nach Norden zum Schaumberg

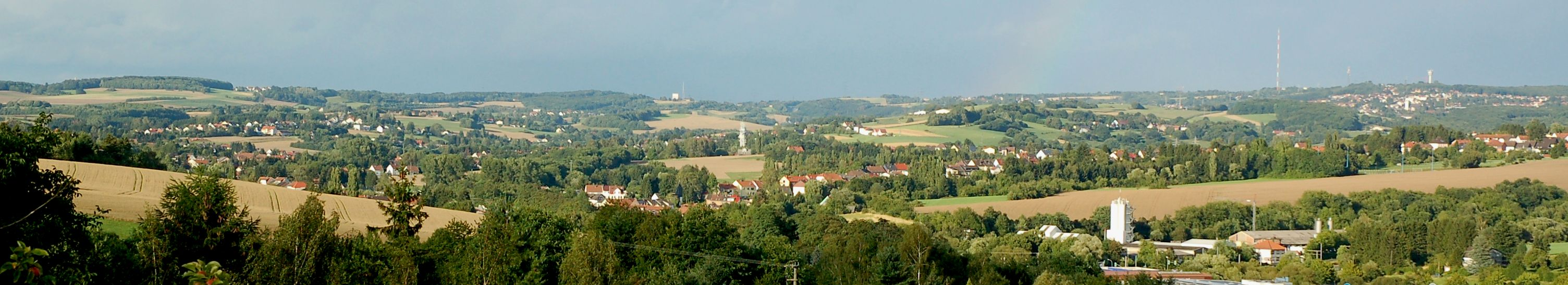
Blick nach NO über das mittlere Köllertal

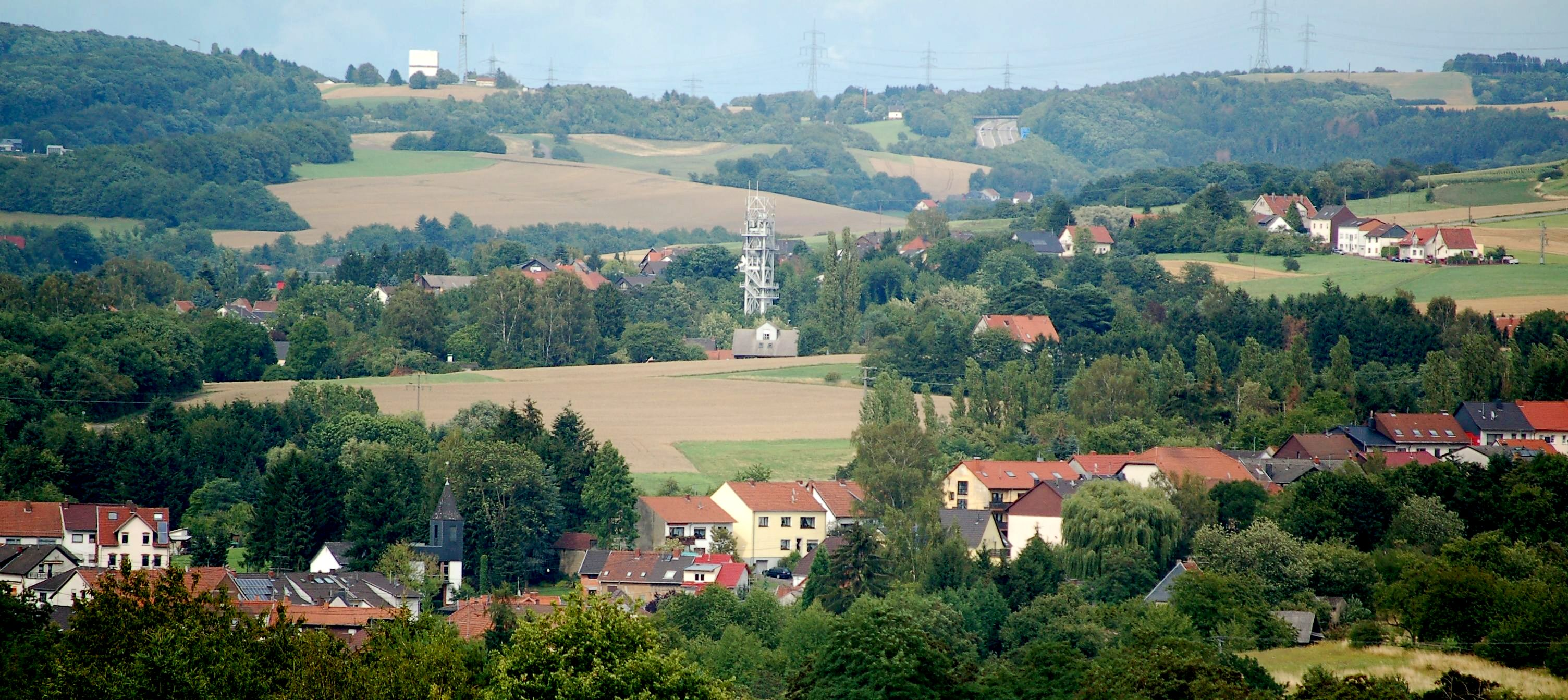
Der Ostrand des Köllertals

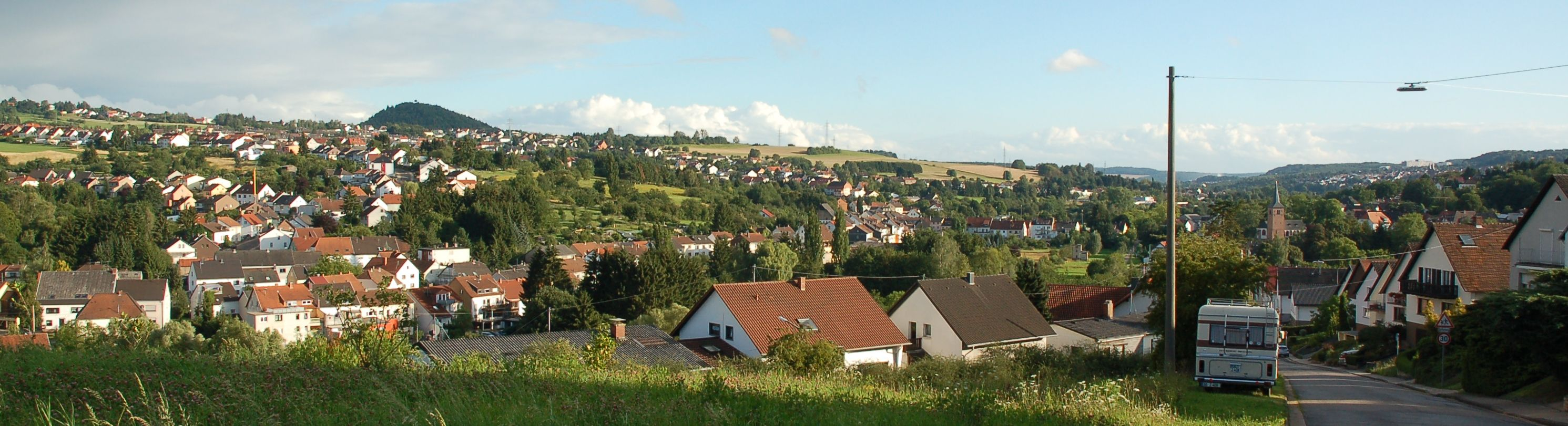
Blick nach Süden in das untere Köllertal

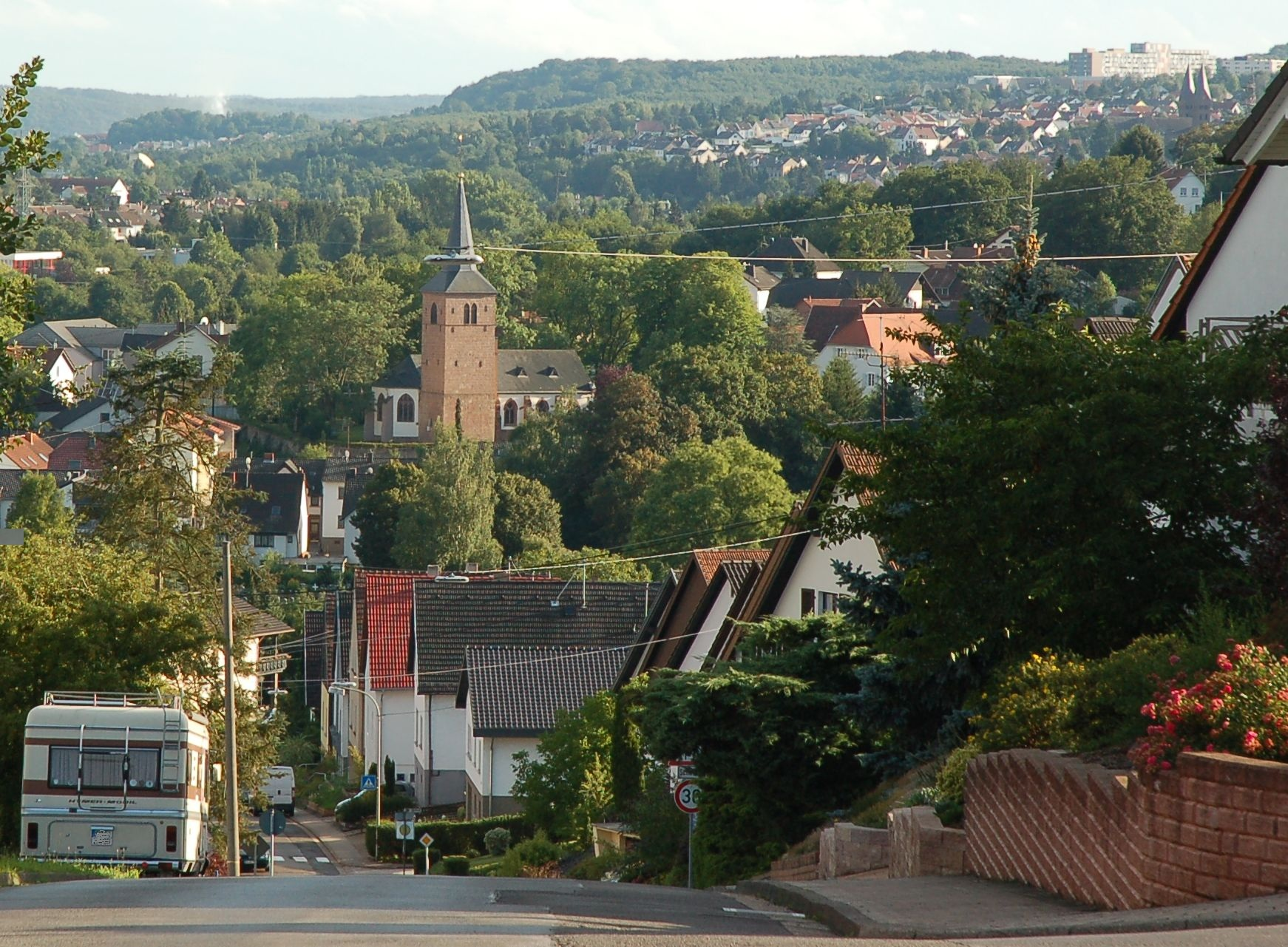
Das untere Köllertal

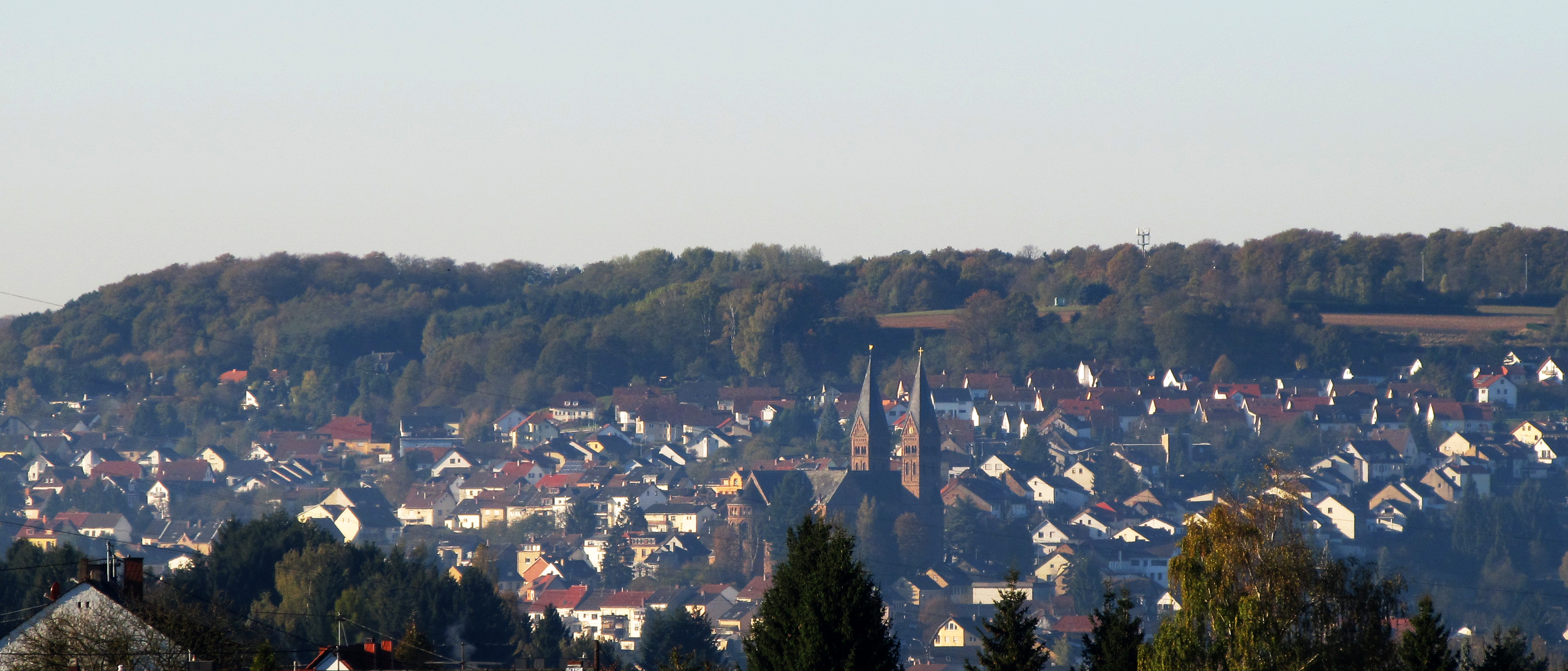
Püttlingen im unteren Köllertal

Das Köllertal erstreckt sich rechts der Saar in NNO-SSW-Richtung von Eiweiler bis Völklingen (Luftlinie ca. 15 km). Zum Köllertal gehören die Ortschaften entlang des Köllerbachs, der in Eiweiler entspringt und in Völklingen in die Saar mündet: Eiweiler, Heusweiler, Walpershofen, Köllerbach, Püttlingen und Völklingen.
Der obere Teil des Köllertals ist aufgeweitet (Heusweiler Becken), so dass die Heusweiler Ortsteile Nieder- und Obersalbach (westlich gelegen) sowie Kutzhof, Lummerschied, Numborn, Holz und Wahlschied (östlich von Heusweiler) ebenfalls zum Köllertal gezählt werden. Auch Riegelsberg, südöstlich von Walpershofen an einem Höhenzug gelegen, der das Köllertal zum Saarkohlenwald und nach Saarbrücken hin abriegelt, gehört im weiteren Sinne zum Köllertal.

## Verkehrswege
Die Bundesautobahn 8 durchquert das Köllertal am Nordrand des Ortes Heusweiler mit einer Anschlussstelle zur Bundesstraße 268, die von Eiweiler bis Heusweiler-Dilsburg direkt im Tal verläuft und dann über Riegelsberg und die A1 nach Saarbrücken führt. Von Heusweiler-Dilsburg ist die Landesstraße 136 die Hauptstraße des Köllertals bis Völklingen.
Die Bundesautobahn 1 berührt vom Saarbrücker Kreuz (= Kreuzung mit der A8) bis zur Anschlussstelle Riegelsberg den Ostrand des Köllertals.
Neben dem Straßenbau der letzten Jahrzehnte (v. a. dem Bau der A8 quer durch das obere Köllertal in den 1970er Jahren) prägt vor allem der Ausbau der Saarbahn ins mittlere und obere Köllertal dessen Verkehrs-Infrastruktur. Die Saarbahnstrecke, die 2001 mit der Haltestelle Riegelsberg-Süd den Südostrand des Köllertals erreichte, wurde danach durch Riegelsberg (2009) und Walpershofen nach Heusweiler (2011) und schließlich 2014 durch Eiweiler nach Lebach weitergeführt. Die Strecke der Saarbahn-Linie 1 führt bis zum Spitzeich-Tunnel nördlich von Eiweiler durch das Köllertal.
Auf ihrem Weg ins und im Köllertal folgt die Saarbahn zwei sehr unterschiedlichen historischen Bahnstrecken, die am Anfang des letzten Jahrhunderts gebaut wurden – in erster Linie, damit Bergleute und Hüttenarbeiter aus den Dörfern der Region schneller zur Arbeit kommen konnten:
Von Saarbrücken durch den Köllertaler Wald und Riegelsberg folgt die Saarbahn bis Riegelsberg-Güchenbach zunächst dem Verlauf der historischen Riegelsberger Straßenbahn: Ab 1907 führte eine Überlandstraßenbahnlinie von St.Johann/Saarbrücken über Riegelsberg nach Heusweiler. Der Streckenverlauf entsprach weitgehend dem der heutigen Bundesstraße 268, führte also auch von Güchenbach über den Stumpen direkt nach Heusweiler. Von Bedeutung war diese Bahn für die Bergwerke in Heusweiler-Dilsburg und Von der Heydt. Die Straßenbahn wurde 1953 durch Trolleybusse, diese wiederum 1964 durch Omnibusse mit Dieselmotor ersetzt. – Es folgt ein kleines Teilstück der Saarbahn zwischen Riegelsberg-Güchenbach und der Haltestelle Walpershofen/Etzenhofen, das ohne historischen Vorläufer ist. Hier fährt die Bahn in Ost-West-Richtung entlang des Russenwegs (L 267). – Unmittelbar hinter der Haltestelle Walpershofen/Etzenhofen schwenkt die Saarbahn auf die Trasse der ehemaligen Köllertalbahn ein, auf der sie nun weiter nach Norden durch Walpershofen, Heusweiler und Eiweiler nach Lebach fährt. – Die Köllertalbahn wurde in den Jahren 1909–1911 gebaut, und ihre insgesamt 22 Kilometer lange Trasse von Lebach nach Völklingen verläuft ab Eiweiler im Köllertal. – Zu nennen sind noch zwei Grubenanschlussbahnen als Nebenstrecken der Köllertalbahn: Die erste Eisenbahnstrecke im Köllertal führte ab 1872 vom Bahnhof Völklingen zum Steinkohlebergwerk Viktoria östlich von Püttlingen. Zusammen mit dem Bau der Köllertalbahn und (durch Walpershofen) parallel zu dieser wurde auch eine Anschlussbahn vom Bahnhof Etzenhofen zur Grube Dilsburg gebaut. – Ab 1985 wurde die Köllertalbahn schrittweise stillgelegt, und der südliche Teil der Trasse (Etzenhofen – Völklingen) ist mittlerweile zum Radwanderweg zurückgebaut.
Die Bedeutung der beiden traditionellen Hauptverkehrsachsen des Köllertals (entlang des gesamten Tals nach Völklingen und – v. a. für das obere Köllertal – diagonal aus dem Tal von Heusweiler über Riegelsberg nach Saarbrücken) hat sich in den letzten Jahrzehnten verschoben: Durch die Anziehungskraft der nahen Landeshauptstadt Saarbrücken, durch den Strukturwandel der 1960er- bis 1980er-Jahre (Schließung der Kohlengruben und des Hüttenwerks in Völklingen), durch die Stilllegung der Köllertalbahn und durch den zunehmenden Individualverkehr verlor die Achse nach Völklingen in den letzten Jahrzehnten an Bedeutung. Der Ausbau der Saarbahnstrecke ins obere Köllertal dürfte die Verkehrsachse nach Saarbrücken weiter stärken.

## Geschichte
Das Köllertal war über Jahrhunderte landwirtschaftlich geprägt und galt einst als „Kornkammer“ der Fürsten zu Nassau-Saarbrücken. Die Ortschaften waren kleine Bauerndörfer, die bis ins 19. Jahrhundert kaum mehr als fünfzig Einwohner hatten.

Ab der Mitte des 19. Jahrhunderts führte die zunehmende Industrialisierung der Region zu einem radikalen Strukturwandel: 

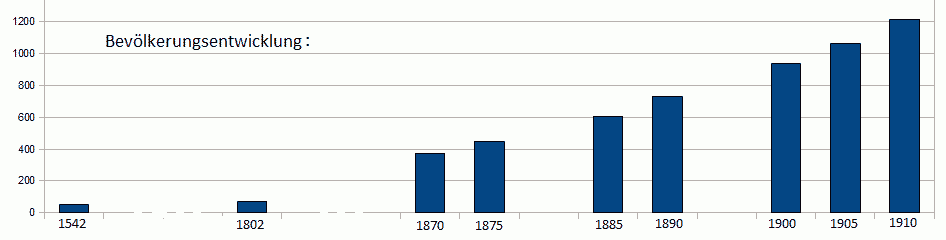
Beispiel für eine Folge des Strukturwandels im Köllertal: der Anstieg der Einwohnerzahl Walpershofens zwischen 1800 und 1910

Landwirtschaft wurde mehr und mehr zum Nebenerwerb („Bergmannsbauern“), denn die Kohlengruben im Köllertal (beispielsweise Dilsburg, Güchenbach, Grube Viktoria) oder an dessen Rand (wie Göttelborn, Holz, Von der Heydt, Luisenthal) und die Völklinger Hütte boten Arbeit und Lohn. Aus den umliegenden Gebieten (bis hin zu Hunsrück, Eifel und Pfalz) siedelten sich Menschen im Köllertal an, um in den Kohlengruben oder im Völklinger Eisenwerk zu arbeiten. Innerhalb weniger Jahrzehnte vervielfachte sich die Einwohnerzahl im Köllertal, und die kleinen Bauerndörfer wurden zu Bergarbeiter- und Industriearbeiter-Siedlungen, deren Wohngebiete zum Teil mit denen der Nachbarorte zusammenwuchsen.